# 法里尼耶尔城堡
法里尼耶尔城堡（法語：Château de la Farinière）是一座法国城堡，位于法国中央-卢瓦尔河谷大区安德尔-卢瓦尔省西部希农区市镇桑马尔拉皮勒。1946年6月11日列为法国历史遗迹。. 